# Enzersfeld im Weinviertel
Enzersfeld im Weinviertel (fino al 2009 Enzersfeld) è un comune austriaco di 1 686 abitanti nel distretto di Korneuburg, in Bassa Austria; ha lo status di comune mercato (Marktgemeinde). Il 1º gennaio 1970 ha inglobato il comune soppresso di Königsbrunn.

## Geografia
Le comuni catastali sono Enzersfeld e Königsbrunn.